# Moletai (obserwatorium)

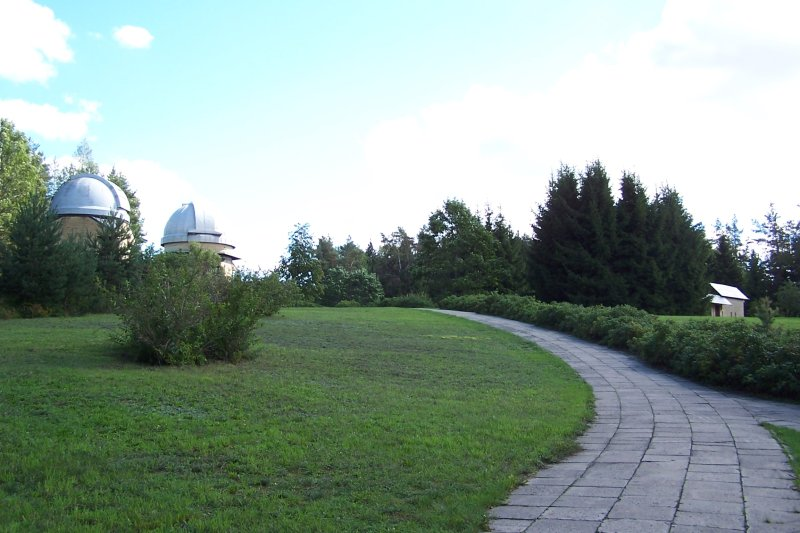
Teleskopy Obserwatorium w Malatach

Obserwatorium Astronomiczne w Molėtai (Litwa) (MAO – Moletai Astronomical Observatory) – zbudowane w pobliżu Malat (oddalone ok. 70 km od Wilna) należy do Uniwersytetu Wileńskiego. Jest ono kontynuacją założonego przez jezuitów w latach 1742–1754 obserwatorium astronomicznego, które zbudował i którym początkowo kierował Tomasz Żebrowski SJ.
Ze względu na niesprzyjające warunki obserwacyjne panujące w założonym w 1921 obserwatorium na Zakrecie, w 1969 rozpoczęto budowę nowego obserwatorium obok wioski Kulionys (ok. 10 km od Malat).
Teleskopy MAO:
- 25 cm (1969) (zastąpiony w 1975 roku przez nowszy 51 cm)
- 35/51 cm Maksutov ('70)
- 63 cm (1974)
- 165 cm (1991) (według MAO, największy teleskop w północnej Europie – poza Wielką Brytanią)